# Verklighet & Beat
Verklighet & Beat är Eric Malmbergs andra studioalbum under eget namn, utgivet på skivbolaget Häpna 2007. I kontrast till föregångaren Den gåtfulla människan så utmärks Verklighet & Beat av att många instrument används. Bland de medverkande musikerna återfinns bl.a. Bo Hansson, Jari Haapalainen och Goran Kajfes.

## Låtlista
1. "Finalen" - 4:42
2. "Min kompis Anton" - 4:24
3. "Till minne av Lilly Lindström" - 4:28
4. "Slutet på en epok" - 3:46
5. "Leksand, tidigt nittiotal" - 4:09
6. "Söndagskonsert" - 3:09
7. "Milda döden hämtar oss alla till slut" - 3:56
8. "Ackordflödet och evigheten" - 3:44
9. "Varat fanns någonstans i röran" - 4:56
10. "Styx" - 4:38

## Medverkande
- Eric Malmberg - hammondorgel
- Leo Svensson - cello
- Lars Skoglund - trummor
- Johan Berthling - elbas, kontrabas, hammondorgel
- Jari Haapalainen - elgitarr, tamburin, maracas, kastanjetter
- Cecilia Österholm - nyckelharpa
- Bo Hansson - synthesizer
- Goran Kajfes - trumpet, kornett, trombon
- Anne Pajunen - viola
- Lisa Rydberg - fiol
- George Kentros - fiol

## Mottagande
Skivan mottogs väl och snittar på 4,2/5 på Kritiker.se.